# Hero Elementary
Hero Epementary е канадско-американски анимационен сериал, създаден за PBS Kids през 2020 г. в един сезон.

## Сюжет
В поредицата участват разнообразните студенти от Sparks 'Crew – Лукита Скай, A.J. Джаджи, Сара Снап и Бени Бъбълс – които се обучават в супергероици от своя причудлив и ентусиазиран учител, господин Спаркс. Заедно студентите работят като екип, използвайки свои собствени уникални суперсили, както и „Суперсили на науката“, за да помагат на хората, да решават проблеми и да се опитват да направят света по-добро място. Сериалът се произвежда за 40 получасови епизода, като всеки от тях съдържа два сегмента.

## Герои
- Лучита Скай (озвучена от Вероника Хортигела)
- A.J. Джаджи (озвучено от Джадиел Даулин)
- Сара Снап (озвучена от Стефани Секи)
- Бени Бъбълс (озвучен от Стейси ДеПас)
- Мистър Спаркс (озвучен от Карлос Диас)